# إريك غارسيا (لاعب كرة قدم، مواليد 2001)
إريك غارسيا مارتريت (بالإسبانية: Eric García Martret) (مواليد 9 يناير 2001) هو لاعب كرة قدم إسباني يلعب في مركز قلب الدفاع، ويلعب أيضاً في مركزي الظهير الأيمن والوسط الدفاعي مع نادي برشلونة في الدوري الإسباني ومنتخب إسبانيا.

## مسيرته الكروية
وُلد غارسيا في برشلونة، كتالونيا، وكان قد بدأ مع لا ماسيا، أكاديمية نادي برشلونة. انضم إلى مانشستر سيتي في صيف عام 2017. لعب غارسيا مع الفريق الأول في صيف 2018 بمباريات التحضير للموسم الجديد. في 18 ديسمبر 2018، شارك غارسيا في أول مباراة رسمية له مع مانشستر سيتي، حيث لعب مباراة في كأس رابطة الأندية الإنجليزية المحترفة ضد ليستر سيتي.

## الإنجازات
مانشستر سيتي
- درع المجتمع الإنجليزي (1): 2019[10]

 برشلونة
- الدوري الإسباني (2): 2022–23، 2024—25
- كأس ملك إسبانيا (1): 2024–25
- كأس السوبر الإسباني (2): 2023، 2025

 إسبانيا تحت 17 سنة
- بطولة أوروبا تحت 17 سنة (1): 2017[11]
- كأس العالم تحت 17 سنة الوصيف: 2017[12]

 إسبانيا تحت 19 سنة
- بطولة أوروبا تحت 19 سنة (1): 2019.[13]

## وصلات خارجية
- إريك غارسيا على موقع الاتحاد الدولي (مؤرشف)  (الإنجليزية)
- إريك غارسيا على موقع الاتحاد الأوربي (الإنجليزية)
- إريك غارسيا على موقع إي إس بي إن إف سي (الإنجليزية)
- إريك غارسيا على موقع قاعدة بيانات كرة القدم.إي يو (الإنجليزية)
- إريك غارسيا على موقع ليكيب (الفرنسية)
- إريك غارسيا على موقع ناشيونال فوتبول تيمز (الإنجليزية)
- إريك غارسيا على موقع Soccerbase.com (لاعب) (الإنجليزية)
- إريك غارسيا على موقع Soccerway.com (الإنجليزية)
- إريك غارسيا على موقع عالم كرة القدم.نت (الإنجليزية)
- إريك غارسيا على موقع كووورة